# Пратинья
Пратинья (порт. Pratinha) — муниципалитет в Бразилии, входит в штат Минас-Жерайс. Составная часть мезорегиона Триангулу-Минейру-и-Алту-Паранаиба. Входит в экономико-статистический микрорегион Араша. Население составляет 3164 человека на 2006 год. Занимает площадь 619,296 км². Плотность населения — 5,1 чел./км².

## История
Город основан 27 декабря 1949 года.

## Статистика
- Валовой внутренний продукт на 2003 год составляет 21 661 585,00 реалов (данные: Бразильский институт географии и статистики).
- Валовой внутренний продукт на душу населения на 2003 год составляет 7137,26 реалов (данные: Бразильский институт географии и статистики).
- Индекс развития человеческого потенциала на 2000 год составляет 0,774 (данные: Программа развития ООН).